# Don't Drive Drunk
"Don't Drive Drunk" is een liedje van Stevie Wonder. Motown gaf het in 1984 als single uit. Op de B-kant stond een instrumentale versie van "Don't Drive Drunk" of het liedje "Did I Hear You Say You Love Me", dat vier jaar eerder verscheen als albumnummer op Hotter than July. "Don't Drive Drunk" maakte deel uit van een door het United States Department of Transportation, de Ad Council en Chrysler gesponsorde campagne tegen rijden onder invloed. Een bijgaande muziekvideo, waarvan de kosten zeshonderdduizend Amerikaanse dollar bedroegen, fungeerde als boodschap van algemeen nut en een poster van hem met de Engelse tekst "Before I ride with a drunk, I'll drive myself" werd in ongeveer zestienduizend highschools opgehangen. In een interview in The Los Angeles Times vertelde Wonder dat hij op vijftienjarige leeftijd een ongeluk meemaakte, waarbij de auto van zijn ouders botste met die van een beschonken bestuurder. Hij haalde voor "Don't Drive Drunk" inspiratie uit deze gebeurtenis. Voor de hoes van de single werd een foto gebruikt waarop Wonder te zien is met een glas sinaasappelsap in zijn hand. Het liedje verscheen ook op het soundtrackalbum The Woman in Red, maar werd niet gebruikt voor de gelijknamige film. Wonder bereikte met "Don't Drive Drunk" in januari 1985 de 62ste plaats in de UK Singles Chart. In de Nederlandse Top 40 piekte de single op de dertigste plaats en in de Nationale Hitparade werd de twintigste plaats bereikt.

## Musici[7]
- Alex Brown - achtergrondzang
- Lynn Davis - achtergrondzang
- Susaye Greene - achtergrondzang
- Windy Barnes - achtergrondzang
- Stevie Wonder - synthesizer, drums, zang

## Hitnoteringen

### Nationale Hitparade
| Hitnotering in de Nationale Hitparade: | Hitnotering in de Nationale Hitparade: | Hitnotering in de Nationale Hitparade: | Hitnotering in de Nationale Hitparade: | Hitnotering in de Nationale Hitparade: | Hitnotering in de Nationale Hitparade: |
| Week:                                  | 1                                      | 2                                      | 3                                      | 4                                      | -                                      |
| -------------------------------------- | -------------------------------------- | -------------------------------------- | -------------------------------------- | -------------------------------------- | -------------------------------------- |
| Positie:                               | 21                                     | 20                                     | 32                                     | 43                                     | uit                                    |

### Nederlandse Top 40
| Hitnotering in de Nederlandse Top 40: | Hitnotering in de Nederlandse Top 40: | Hitnotering in de Nederlandse Top 40: | Hitnotering in de Nederlandse Top 40: | Hitnotering in de Nederlandse Top 40: | Hitnotering in de Nederlandse Top 40: | Hitnotering in de Nederlandse Top 40: |
| Week:                                 | 1                                     | 2                                     | 3                                     | 4                                     | 5                                     | -                                     |
| ------------------------------------- | ------------------------------------- | ------------------------------------- | ------------------------------------- | ------------------------------------- | ------------------------------------- | ------------------------------------- |
| Positie:                              | 39                                    | 34                                    | 30                                    | 32                                    | 35                                    | uit                                   |

### UK Singles Chart
| Hitnotering in de UK Singles Chart: | Hitnotering in de UK Singles Chart: | Hitnotering in de UK Singles Chart: | Hitnotering in de UK Singles Chart: | Hitnotering in de UK Singles Chart: | Hitnotering in de UK Singles Chart: |
| Week:                               | 1                                   | 2                                   | 3                                   | 4                                   | -                                   |
| ----------------------------------- | ----------------------------------- | ----------------------------------- | ----------------------------------- | ----------------------------------- | ----------------------------------- |
| Positie:                            | 71                                  | 76                                  | 62                                  | 83                                  | uit                                 |